# Santiago Huajolotitlán
Santiago Huajolotitlán è un comune del Messico, situato nello stato di Oaxaca.